# Cycloprionus flavus
Cycloprionus flavus är en skalbaggsart som beskrevs av Friedrich F. Tippmann 1953. Cycloprionus flavus ingår i släktet Cycloprionus och familjen långhorningar. Inga underarter finns listade i Catalogue of Life.